# 鹤庆矮泽芹
鹤庆矮泽芹（学名：Chamaesium delavayi）是伞形科矮泽芹属的植物，是中国的特有植物。分布于中国大陆的云南等地，生长于海拔3,500米至3,800米的地区，常生长在山坡草地，目前尚未由人工引种栽培。